# Кохловиці (Опольське воєводство)
Кохловиці (пол. Kochłowice, нім. Kochelsdorf) — село в Польщі, у гміні Бичина Ключборського повіту Опольського воєводства.
Населення — 218 осіб (2011).

## Демографія
Демографічна структура станом на 31 березня 2011 року:
|          | Загалом | Допрацездатний вік | Працездатний вік | Постпрацездатний вік |
| -------- | ------- | ------------------ | ---------------- | -------------------- |
| Чоловіки | 115     | 24                 | 80               | 11                   |
| Жінки    | 103     | 25                 | 58               | 20                   |
| Разом    | 218     | 49                 | 138              | 31                   |